# Заруцьке
Зару́цьке (Клевень, Сергієвка) — село в Україні, у Шосткинському районі Сумської області. Розташоване за 7 км від міста Глухова на автодорозі Глухів — Курськ E38. Населення станом на 2001 рік становило 129 осіб. З 2020 року належить до Глухівської територіальної громади.
Село відоме тим, що поряд знаходиться Заруцький вапняний завод на якому видобувають високоякісні вапно і крейду.

## Географія
Село Заруцьке знаходиться на правому березі річки Клевень, вище за течією на відстані 1,5 км розташоване село Білокопитове, нижче за течією — село Сваркове. До села примикає невеликий лісовий масив. Поруч проходить автомобільна дорога E38 Т 2502 та розташовано автомобільний міст через Клевень.

## Історія

### Володіння Заруцьких
Наприкінці 1667 року ці землі за універсалом лівобережного гетьмана Івана Брюховецького землі на південний схід від міста Глухова одержав бунчуковий товариш Новгород-сіверський Олексій Заруцький старовинною Рильською дорогою на правому березі річки Клевені, що протікала по кордону з Курською губернією.
Інше джерело вказує, що за указом та жалуваною грамотою московського князя Олексія Михайловича було дано «за довгу його службу» Олексію Заруцькому, дружині його та дітям безповоротно ці землі. Пізніше, за царювання московських князів Іоанна та Петра Олексійовичів, 9 травня 1683 року була ними дана ще одна грамота Олексію Заруцькому на ці землі. Ці володіння охоплювали майже 1300 десятин землі з сільцем Білокопитовим, що розташовувалися на них, і слобідками Старою Наумовкою і Білокопитівкою. У слобідці Білокопитівці на річці Клевені на місці броду, яким проходила стара Рильська дорога, Олексієм Заруцьким була побудована гребля і млин при ній. З усіх людей, що проїжджали по греблі, бралося Заруцьким «від воза по дві гроші». Заруцький же володів берегами з обох боків річки Клевені і мав одноосібне право вздовж річки Клевені сіно косити та рибу ловити. Йому ж за річкою Клевень у Крупецькій волості Курської губернії в дров'яних угіддях дозволялося лежаче дерево на дрова брати, щоб «йому і дітям його було з чого на Государевій службі служити».
13 листопада 1708 року син Олексія Заруцького Афанасій за промову у Глухові, який засуджував «изменические дела» Івана Мазепи у присутності царя Петра І і новообраного гетьмана Івана Скоропадського отримав нагороду від царя: царську жаловану підтвердну грамоту на сільце Білокопитове та інші землі, а також угіддя, що належали його батькові в Глухівському та Новгород-Сіверському повітах. У двох верстах від сільця Білокопитова в слобідці Білокопитівці Заруцькі збудували собі будинок, і місце це стало називатися хутір Заруцький, а село, що виникло поруч, стало іменуватися Клевень, абсолютно витіснивши з вживання колишню назву.
Після смерті Афанасія Заруцького всі його володіння були поділені між синами Олексієм, Андрієм та Іваном Заруцькими, двом останнім дісталися землі у Глухівському повіті. Іван успадкував слобідку Стару Наумовку, а Андрій отримав сільце Білокопитове і село Клевень з хутірцем батька.
Після цього почалася низка позовів за цю спадщину. Вдова Афанасія Заруцького була незадоволена марнотратством свого сина Андрія та його дружини, тому, наблизивши до себе свого племінника, тодішнього ділка, Петра Васильовича Валькевича, і розділивши з сином володіння, свою частину, у тому числі й сільце Білокопитове з селом Клевень, заповідала Валькевичу.
Після смерті Андрія Афанасовича Заруцького його вдова, дізнавшись про цей заповіт, скаржилася 1734 року князю Шаховському: «Свекруха моя, будучи хвора, ствердила духовну свою племіннику Петру Валькевичу, за деяким своїм недобробутством на мене і на дітей моїх, с. Ковпинку, х. Клевень з сільцем Білокопитовим, які маєтності з суду військового віддані мені та дітям моїм декретом; а цю духовну сам Валькевич, надиктувавши в домі своєму, прислав писарем своїм до свекрухи моєї хворої… яку духовну послала вона свекруха до Стародубського магістрату для вписання до книги… Того заради прошу наказати… щоб свекрухи моєї духовної, як неправильно Валькевичем складеної і бути йому, Валькевичу, посесором маєтків Заруцького, бо є премії тих добрих законні спадкоємці, чоловіка мого діти, такої духовної не приймають…».
Справа ця була вирішена генеральним судом у 1736 році на користь Валькевича, але коли в 1740 році приїхав до Глухова «правителем» масон Кейт, відомий своєю правдивістю, то справа ця, за скаргою Заруцької, була вирішена в генеральній канцелярії на користь Заруцьких. Валькевич скаржився до сенату, де ця справа знову розглядалася вже за Розумовського, і знову було вирішено на користь Заруцьких.

### Економічне зростання за Дергунів
Проте, після цього повернуті судом сільце Білокопитове та село Клевень довго в роді Заруцьких не втрималися. Вдова Андрія Заруцького справді відрізнялася своїм марнотратством і більшу частину чоловікових маєтків розтратила, в тому числі й сільце Білокопитове з селом Клевенню, які, за переказами, були проміняні нею відомому місцевому ділку Сергію Дергуну на «берліну» — модний екіпаж того часу. Цей «обмін» відбувся між 1765 та 1770 роками. Колезький радник Сергій Сидорович Дергун був одружений з Парасковією Федорівною Ширай і обіймав посади члена генерального суду, земського судді та глухівського міського голови. Отримавши у своє розпорядження сільце Білокопитове та село Клевень з хутором Заруцьким і будинком Заруцьких, що знаходилися там, Дергун викупив у Івана Афанасійовича Заруцького село Наумовку і всі ці землі знову стали одним спільним володінням. Після цього придбання Сергій Сидорович Дергун виділив зі своїх володінь у сільці Білокопитові дві земельні ділянки: 18 десятин під будівництво храму та 15 десятин для сільськогосподарських посадок на церковні потреби.
На свої кошти до початку 1780-х років Сергій Дергун побудував там кам'яну Покровську церкву, яка протягом майже цілого століття служила усипальницею для декількох поколінь сім'ї Дергунів. Про це свідчать ряд знахідок похоронного призначення, що належать до того часу, що були зроблені під час ремонтних робіт під колишньою дзвіницею Покровського храму. На початку 1780-х років у храмі служили один священик та два церковні причетники. Цілком імовірно, тіло самого Сергія Сидоровича Дергуна, який помер вже після спорудження та освячення церкви, 23 грудня 1788 року, було теж поховано саме там. Імовірно, основи садибного комплексу Заруцьке в селі Клевень були закладені саме за Сергія Сидоровича Дергуна — було збудовано кам'яний будинок «про шість покоїв» та розбито парк.
За Сергія Сидоровича Дергуна почалося економічне освоєння цих місць. У селі Клевень з'явився гуральня, в якій було 6 котлів. У селі Наумівка почав працювати ще один винокурний завод із двома котлами. На цих заводах із зерна і лісу, що належали Дергуну, виціджували гаряче вино, яка збувалося поміщиком у тих же селах або в Глухові. У селі Клевень на греблі був влаштований млинова комора на три борошняні кола, а з тих, що проїжджали по греблі, як і раніше, стягувалася плата по копійці з воза, що йшла на користь власника цих місць Дергуна. Ним же була влаштована ще одна гребля в селі Наумівка і на ній теж млинник на одному борошняному колі. Освоєння крейдових гір, що розташовувалися в північній частині цих маєтків у Сінокосному Яру, так само почалося за часів Сергія Сидоровича Дергуна. Наприкінці 1770-х років у його володінні було в селі Клевень 11 хат та 11 жителів, у селі Білокопитове 22 хати та 25 обивателів, у селі Наумівка 12 хат та 12 обивателів. У цих дачах була достатня кількість орних та сіножатей земель, будівельного та дров'яного лісу. Жителі займалися хліборобством та ловом риби. Хліб, рибу та картоплю, а іноді надлишки худоби продавали до Глухова, а основні заробітки отримували від винокурень їх власника.

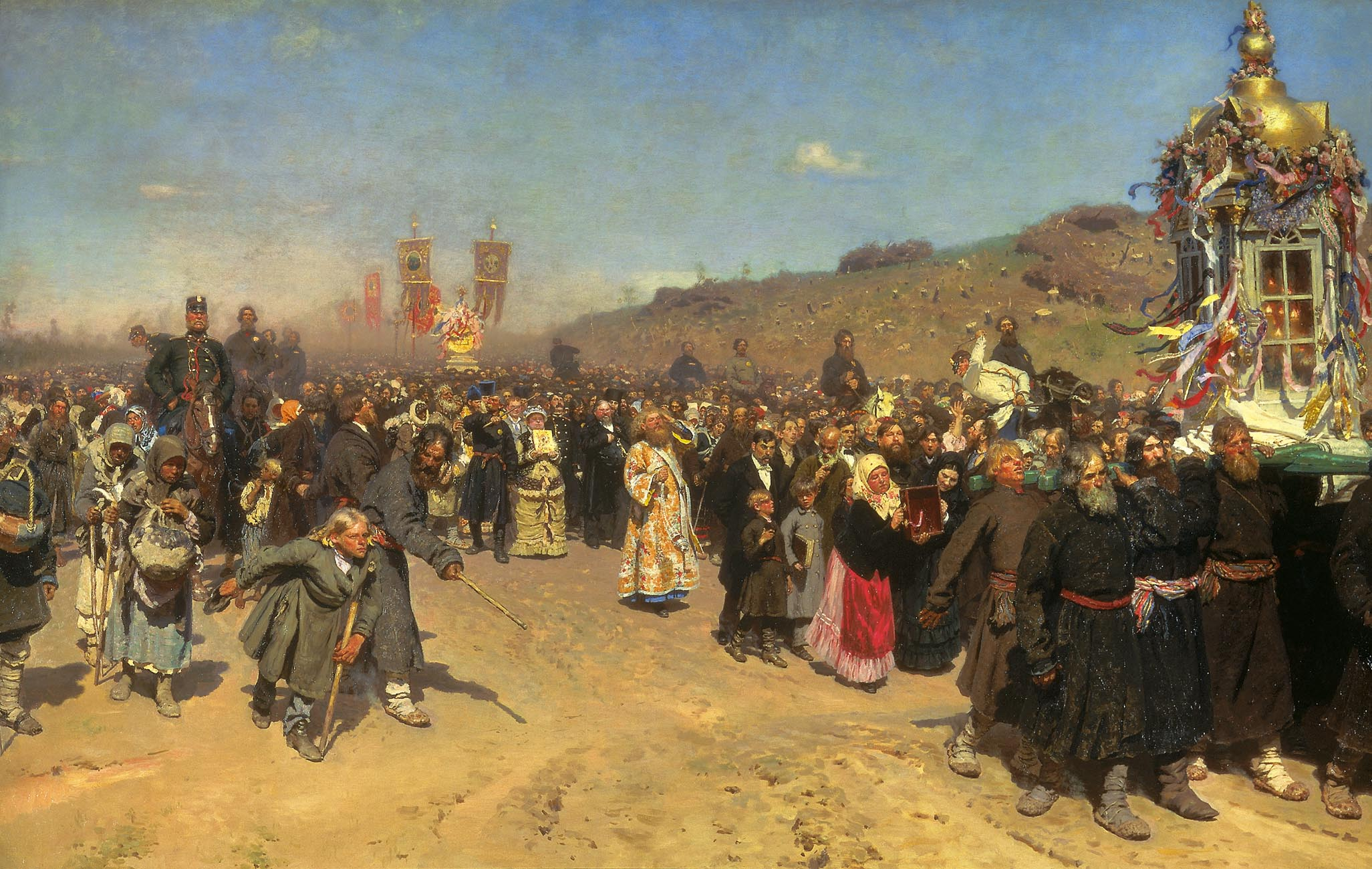
«Хресна хода в Курській губернії»

З давнини через Заруцьке проходив хресний хід з іконою Різдва Пресвятої Богородиці, яку кожного року 19 липня несли з монастиря Глинська пустинь до Глухова на Іллінський ярмарок, а 2 серпня її несли в зворотному напрямку. Саме це дійство зобразив у картині «Хресна хода в Курській губернії» російський художник І. Ю. Рєпін, який чотири літа підряд приїздив до Глинської пустині.
У селі Клевень існував на той час цегельний завод, глина для якого розкопувалась тут же в маєтку в Яру, відомому під назвою «гора». За духовним заповітом, складеним Сергієм Сидоровичем Дергуном 28 листопада 1786 року, після його смерті дачі села Клевень дісталися синам Дергуна, Івану та Андрію, останньому відійшли у володіння та дачі села Білокопитове. Дача села Наумівка за цим заповітом була віддана у володіння онукам Дергуна (синам померлого сина Наума), Миколі та Павлу Дергунам. Вони ж отримали у володіння і крейдяні гори, що формально перебували в дачах села Наумовки. Проте Івану та Андрію Дергунам за цим заповітом було залишено право загального користування (тобто брати крейду), яке закріплювалося і за їхніми спадкоємцями, а Микола та Павло, як і всі їхні нащадки не повинні були перешкоджати цьому. За швидкою смертю Павла село Наумівка перейшло у повне володіння його брата Миколи.
На початку 1800-х років усі власники цих місць служили при Глухівському Земському Суді: ротмістр Іван Андрійович Дергун був при цьому суді Комісаром та ісправником, майор Андрій Сергійович Дергун так само був Комісаром, а їх племінник колезький реєстратор Микола Наумович Дергун — підсудком. У цей час при селі Клевень проживало вже 47 душ, у селі Білокопитове — 82 душі, а в селі Наумовці 25 душ. Ймовірно, за часів саме цих власників у селі Клевень, де розташовувався будинок Сергія Сидоровича Дергуна і який був розділений між двома братами, було збудовано другий кам'яний панський будинок. Дерев'яний панський будинок у Наумівці теж міг з'явитися саме в цей час.
В 1825 році в селі зупинялась Єлизавета Олексіївна — дружина імператора Олександра I.
До середини 1860-х років село Клевень (яке до цього часу все частіше стало згадуватися, як Заруцьке), село Білокопитове та село Наумівка знаходилися у володінні нащадків Сергія Сидоровича Дергуна. Після смерті Миколи Наумовича Дергуна, який володів Наумівкою, ці землі у спадок перейшли до його сина поручника Миколи Миколайовича Дергуна, який у 1840-х роках був Глухівським повітовим ватажком дворянства. Після смерті Миколи Миколайовича Дергуна його дочка відмовилася від прийняття спадщини і у вересні 1858 року село Наумівка з селянами та різними навколо угіддями дісталося його сестрі, підпоручниці Варварі Миколаївні Шечковій. У маєтку на той момент було 43 душ чоловічої статі та 46 душ жіночої статі, панський дерев'яний будинок з різними при ньому службами, селянськими будинками, винокурним заводом, крейдовими горами з вапняним заводом, водяним млином на річці Занькові криниці, шатковим будинком та землями під панським будинком та селянськими садибами, огуменниками (місця, де молотять та зберігають стислий хліб) та конопляниками, а також фруктовим садом, орною землею, дров'яним лісом та сіножатявим болотом. Загальна площа цього володіння сягала 370 десятин.
Основна частина села Клевень (вона ж Заруцьке) від Івана Сергійовича Дергуна дісталася його доньці, Парасковій Іванівні Кошельовій, дружині великого рильського поміщика Михайла Дмитровича Кошельова, власника садиби Дурове (Знаменське). Від Парасковії Іванівни в 1858 році землі в селі Клевень (Заруцьке) за дарчою запискою перейшли у володіння до її дочки, онуки Івана Сергійовича Дергуна, Марії Михайлівни Бетхер. Чоловік останньої, штабс-капітан Олександр Карлович Бетхер, володів селом Ново-Іванівка Суджанського повіту, що недалеко від цих місць. На момент переходу маєтку Заруцьке у власність Марії Михайлівни Бетхер у ньому проживало 25 душ чоловічої та 13 душ жіночої статі у 5 селянських дворах. Красою маєтку був величезний кам'яний панський будинок, а також огуменник, три шинкові заклади, млин на дві постави, сукновальні та інші економічні заклади, городи, сад, орні, ліс та сіножаті. У власності була половина греблі з усіма водами, що знаходяться при ній, а також крейдяна гора, в якій одна з трьох печей для випалювання вапна належала Бетхерам. Загальна площа цього володіння становила понад 247 десятин.
Решта села Клевень (Заруцьке) і все село Білокопитове від Андрія Сергійовича Дергуна перейшли у спадок до його сина Андрія Андрійовича. Флотський капітан-лейтенант Андрій Андрійович Дергун розпочинав цивільну службу з посади підсусідка у Глухівському повітовому суді, потім кілька років був засідателем у цьому суді та закінчив службу, будучи суддею. Андрій Андрійович був одружений із Варварою Степанівною. У них народилося два сини, які померли в юному віці, та три доньки — спадкоємиці володінь батька. А ці володіння до початку 1860-х років складалися з наступного: 71 душа чоловічої та 71 душа жіночої статі, у селі Білокопитове 21 селянський двір, у селі Клевень (Заруцьке) 6 селянських дворів та панський кам'яний одноповерховий будинок з різними службами, двором, садом, гумном і городами, двома шинковими закладами в селі Клевень (Заруцьке) та 1 шинковому закладі в селі Білокопитове, половинній частині в греблі через річку Клевень, водяним млином у селі Клевень (Заруцьке), правом володіння річкою Клевенню та правом брати вапно у крейдовій горі та випалювати вапно в одній печі, влаштованій при горі. Загальна площа володінь Андрія Андрійовича Дергуна у селі Клевень (Заруцьке) та в селі Білокопитове складала близько 700 десятин.

### Розвиток після Селянської реформи 1861 року
Після підписання Маніфесту 19 лютого 1861 року селяни вийшли з кріпацтва і всіма трьома поміщиками цих місць були наділені землею згідно встановлених норм.
Село Клевень (Заруцьке) розташовувалося по обидва боки великої поштового шляху з міста Глухів до міста Рильська. Неподалік самого села, на схід від шляху, на близькій відстані один від одного були побудовані дві панські садиби, що належали одна Марії Михайлівні Бетхер, а друга Андрію Андрійовичу Дергуну. Здавна це селище було чудово своїми оброчними статтями — його процвітанню сприяли вдале розташування на березі річки Клевені, що проходила селом велика дорога і прикордонність з Курською губернією. Стягнення плати за проїзд греблею, а також збудовані на греблі два млини, при яких було влаштовано дві сукновальні, приносили власникам великі вигоди. У самому селі було 6 заїжджих дворів, і, як у першому українському селі дорогою з Росії, збут вина був надзвичайно там вигідний. Млини належали обидвом власникам Клевені (Заруцьке): найближча до правого берега річки належала Дергуну, інша Бетхер. Число чвертей, що змолочуються кожним млином, доходило до 7000. Кожен із цих млинів мав про два постави, а влаштований при кожній сукновальні був на один постав. Близькість селищ, в яких не було млинів (слобода Шутівка Путивльського повіту в 3-х верстах та село Білокопитове за 2 версти), та розташування млинів на великому тракті сприяли процвітанню, як самих млинів, так і сукновальні. За валку сукна цих млинах стягувалася плата по 2-3 копійки з аршина. Число перевалюваних кожною сукновальнею аршин сукна визначити складно, але дохід з кожної сягав 500 рублів.
До 1861 року виробництво на Цегляному заводі та винокурні у селі Клевень (Заруцьке) було припинено, а самі будівлі знищені.
Майже вся земля цих володінь вважалася зручною. Більша її частина була зайнята полями, лісом, сіножатями, городами, садами та конопляниками, 2015 квадратних сажені займав цвинтар у селі Клевень (Заруцьке). У цьому місті було 2 панські будинки Андрія Андрійовича Дергуна та Марії Михайлівни Бетхер. Рельєф цих володінь рівний, тільки берег при річці Клевень представляє дуже круту місцевість — яр при річці тягнувся від дачі села Сваркова до дачі села Білокопитова і мав досить крутий перепад 25 сажнів над рівнем води. У Яру, відомому під назвою «гора», грунт був частково крейда, частково глина. Неподалік будинку Дергуна була в глинистому ґрунті мідна руда, що яку не використовували. Ґрунт решти рівнинної частини майже скрізь чорноземний. Ліс у цих володіннях був майже скрізь досить великий (15-25 років) і складався з дуба та берези, а найкращий ліс був в урочищі Карпеківщина, його вік був приблизно 25-35 років і складався лише з дубів. Інші лісові угіддя складалися з дрібної лісової зарості: берези, дуба та осики. Зарость ця називалася Чагарником і служила для опалення, огорожі та плетіння.
Річка Клевень, що протікала в південній частині цих володінь, впадала в Сейм і протікала зі сходу на захід. Вона мала надзвичайно важливе економічне значення — близькість води давала власникам цих місць та мешканцям багато вигод: крім звичайних занять землеробством, тут процвітало рибальство та ловля раків. Право ловити рибу належало обом власникам села Клевень (Заруцьке), яке розташовувалося на правому березі річки. Жителі лівого берега такого права ніколи не мали. Річка Клевень у тих місцях була багата великою кількістю джерел — Криниць. У низовинах на березі вода знаходилася на дуже маленькій відстані від землі. На відстані 200 сажнів від річки був природний ставок, а поруч із ним два штучні. Коли робітники копали один із цих ставків, то на глибині 1 аршина, природний фонтан заввишки до 2 аршин не дозволив їм продовжити справу.
На річці Клевені була влаштована гребля довжиною до півверсти. Гребля ця з часу її побудови належала власникам села Клевень (Заруцьке), її ремонт та право збору за проїзд завжди належало його власнику. Ширина річки над греблею була до 150 сажнів, а за греблею від 10 до 20 сажнів, висота повені у звичайний час при невеликій кількості снігу доходила до 1,5 аршин. Протилежний берег був низинним, тому він заливався водою і сінні косовиці там завжди були у відмінному стані. Дно Клевені в цих місцях було мулисте і при влаштованій греблі, на східному боці, постійно утворювалися наноси. Ці наноси поступово утворювали острови, з яких скошували значну кількість сіна. Бувало, що ці острови зникали так само зненацька, як з'являлися. Наприклад, в 1830 році, коли під час повені вода стояла вище звичайного рівня на 3 аршини, один з таких островів був переміщений водою через греблю вниз за течією, при цьому один з млинів, розташованих на греблі, був повністю зруйнований під натиском островів.
Бджільництво було улюбленим заняттям власників села Клевень (Заруцьке). Число вуликів перед цим доходило до 7000 штук, а після 1861року їх число зменшилося і не перевищувало 200—300 вуликів. Усі жителі села Клевень (Заруцьке) та села Білокопитове, за винятком дворових, займалися землеробством. Дворові несли всі обов'язки по господарству у дворі власника (зокрема і нагляд за пасікою). Розташування села Клевень (Заруцьке) на великій дорозі робило її мешканців здатними до промислових занять: вони утримували заїжджі двори, ходили у візництво за наймом і в невеликих кількостях возили до Глухова на продаж свій зайвий хліб та дрова. У 1830-х роках ці місця були майже повністю вкриті лісом, але до 1861 року багато лісу було вирубано і перетворено на ріллю, яка повністю засівалася хлібом.

### Зміна власників
У 1859 році престарілий Андрій Андрійович Дергун, який мав трьох дочок, уклав два заповіти. За першим заповітом Марії, яка стала дружиною Олександра Михайловича Туманського і при цьому вже отримала майна на значну суму, відходили всі землі батька за річкою Клевенню в Путивльському повіті, частина землі в селі Білокопитове, шинок у селі Клевень (Заруцька) та третина в крейдовій горі. За другим заповітом іншим донькам Тетяні та Варварі після його смерті мали відійти порівну землі в селі Білокопитове та селі Клевень (Заруцька), по третині від його частки в крейдяній горі кожній, шатковий будинок у Білокпитово, шатковий будинок у Заруцькому, водяний млин на річці Клевені та будинок його, Дергуна, з усіма службами в селі Клевень (Заруцьке). Після складання цього заповіту Андрій Андрійович Дергун прожив ще кілька років, в 1862 році поховав доньку Тетяну, яка так і не одружилася, а в 1864 році видав у шлюб дочку Варвару.
Чоловіком Тетяни Андріївни Дергун став поміщик Микола Григорович Радченко, який володів родовим маєтком у хуторі Ніжинщина Борзенського повіту, що мав 200 десятин та придбав 700 десятин землі у Глухівському повіті та 2000 десятин у Рильському повіті Курської губернії. Микола Григорович Радченко та його брат Костянтин були юристами. Микола протягом 30 років був Мировим Суддею по Глухівському повіту, обирався Головою Дворянства по Глухівському повіту, Головою Глухівської повітової Земської Управи та Глухівським міським головою. Його брат Костянтин тривалий час обіймав посаду Пошти-Директора у Москві.
19 січня 1865 року Андрій Андрійович Дергун підписав довіреність, за якою саме Костянтин Григорович Радченко мав скласти новий заповіт та знову розподілити власність між доньками Андрія Дергуна: Марією Туманською та Варварою Радченко. Використовуючи цю довіреність, свої юридичні знання та махінаторські здібності, 28 січня 1865 року Костянтин Радченко оголосив, що Марії Туманській залишається все майно, які вона раніше отримала, а Варвара Радченко після смерті батька успадковує все, що раніше належали їй навпіл з сестрою Тетяною, у місті Глухові, в селі Сваркове, селі Білокопитове та селі Клевень (Заруцьке). У селі Білокопитове та селі Клевень (Заруцьке) це були різного роду землі, сади, городи та огуменник, частка в крейдяній горі, шатковому будинку в селі Білокопитове, берегам по обидва боки річки Клевені, половинній частці греблі та млині на ній, так само в кам'яному одноповерховому будинку в селі Клевень (Заруцьке), з усіма меблями, різними речами і всіма службами. Натомість Варвара Радченко мала дозволити батькові доживати свої дні в його будинку в селі Клевень (Заруцьке), на початку кожного року видавати на утримання батька по 1000 рублів сріблом, для його обслуговування на його вибір надати йому 2-х осіб, для виїзду його з дому надавати йому пристойних коней і екіпаж, дім його і всі речі в ньому повинні були бути упорядковані і справні і все це повинно залишатися в його, Андрія Дергуна, розпорядженні до смерті. Так само Варвара повинна була доглядати його при наступаючих хворобах і літах, а після смерті повинна була внести 50 рублів сріблом до парафіяльної Білокопитівської церкви і помістити його тіло землі в усипальниці, в тій церкві. Після чого роздати 50 рублів сріблом на її розсуд бідним і для поминання його душі.
Після смерті батька Варвара Андріївна Радченко стала повновладною власницею більшої частини дачі села Білокопитове та половини дачі села Клевень (Заруцьке). Також Костянтин Григорович Радченко, який постійно жив у Москві і отримував величезну платню за своєю посадою, викупив у Варвари Миколаївни Шечкової дачі села Наумівка, що належали їй, разом з її часткою в крейдяній горі. Таким чином, родина Радченків стала основними землевласниками цих місць.
Проте половина дач села Клевень (Заруцьке) все ще належала Марії Михайлівні Бетхер. Її чоловік дуже не любив сільського життя і відразу після вступу дружини в права володіння маєтком почав умовляти її продати Клевень (Заруцьке). Марія Михайлівна на це не погоджувалась. За місцевими легендами через хворобу довелося їй від'їхати за кордон. Бетхер скористався її від'їздом і зніс величезний кам'яний будинок. Це так подіяло на неї після повернення, що вона зовсім покинула садибу і шукала нагоди продати її. 6 травня 1866 року в Курській Палаті Цивільного Суду було складено купчий лист, за яким Марія Михайлівна Бетхер продала за 4000 рублів сріблом, а Титулярний Радник Петро Вільгельмович Бек придбав у вічне та спадкове володіння маєток у хуторі Заруцькому. Крім маєтку у власності було 247 десятин лісової та сіножатної землі, залишки панського будинку з іншими садибними спорудами, огуменник, три шинки, млин на два постави, сукновальня, що приносила річного доходу 25 рублів сріблом, частка в крейдяній горі та половина власності в греблі, річці, що була при маєтку, криниці, а також городах і саду площею 5 десятин.

### Розквіт за часів Бека та Радченка
Після придбання маєтку Заруцьке Петро Бек не став відновлювати старий будинок, а збудував з іншого боку садиби (прилеглій до старовинного парку) новий, вписавши його в комплекс старих та нових садибних споруд. Одразу після придбання маєтку та частини у крейдяній горі Петро Бек разом із Миколою Григоровичем Радченком, якому фактично належала решта крейдової гори, заснували у Заруцькому вапняний завод, який через деякий час став випалювати вапна до 25000 пудів на рік.
З самого свого заснування завод знаходився в оренді в Ізраїля Абрамовича Янпольського, який справно платив Беку і Радченку за оренду заводу. У цей же час з'явився олійний завод Радченка. Заклад було влаштовано у селі Клевень (Заруцьке) у маєтку власника при самій садибі. Будинок був дерев'яний, критий деревом, всередині 2 кімнати, загалом 36 аршин завдовжки і 16 завширшки. 1875 року Петро Бек заснував у Заруцькому винокурний Сергіївський завод № 109, який існував у маєтку до 1917 року.
Наприкінці 1870-х років гребля на річці Клевень, що належала власникам цих місць, пристойно застаріла та вимагала щорічного ремонту. Плата за проїзд, яка раніше стягувалась на користь власників, була давно скасована, обов'язок з ремонту було покладено на Глухівське Земство, а будівельний матеріал для всіх ремонтних робіт були зобов'язані надавати власники греблі Бек та Радченко. Однак, вартість будівельного матеріалу була для власників досить висока, і щороку він виділявся в мінімальній кількості, а Земство виконувало свої обов'язки з ремонту ще з більшим небажанням, бо гребля перебувала у власності. Обов'язки щодо її ремонту на Земстві лежали тільки через те, що греблею проходила поштова дорога, що стояла «на балансі» Земства.
У 1895 році за дачами села Наумівка пройшла вузькоколійна залізнична гілка Ворожба — Середина-Буда, що зв'язала Глухів із основними залізничними магістралями. У районі крейдової гори та вапнякового заводу було влаштовано станцію «Роз'їзд Заруцький», завдяки чому видобуток, виробництво та відвантаження крейди та вапна на Заруцькому заводі різко зросли. Станція займалася виключно відправкою вантажів, яких відпускалося до 125 пудів на рік. З проведенням через ці місцевості вузькоколійної гілки дорога, що проходила через село Клевень (Заруцьке), втратила своє значення і перетворилася з розряду поштових на путівець. Із заснуванням монополії заїжджі двори на селі були остаточно закриті, а проїзд греблею став зовсім незначний. До 1897 року гребель занепала. Сама гребля вже лежала нижче за рівень води, і вода затримувалася одним лише гребенем. Млин Петра Бека ще трохи діяв, а млин сім'ї Радченко повністю застарів і не приносив доходу. Щорічний ремонт греблі став не цікавим і не вигідним ні Земству, ні власникам. Останні, у випадку, якщо Земство побудувало б на цьому місці прогоновий міст, були навіть згодні позбутися своїх млинів на цій грублі, аби не вкладати щороку кошти в будматеріали на її ремонт, а нову вигоду розраховували отримати від сінокосів, що відкрилися від зменшення розливу води.
Петро Бек помер 9 вересня 1902 року і був похований біля Покровської церкви села Білокопитове поруч із першою дружиною. Його частина дач села Клевень (Заруцьке) перейшла у володіння до його сина, Євгена Петровича Бека.
Микола Радченко помер 11 листопада 1905 року (де похований невідомо), його частина дач села Клевень (Заруцьке) та дачі села Білокопитове дісталися його синові Дмитру Миколайовичу Радченку. На початку XX століття дачами села Наумівка, дачами села Білокопитове та шматочком дач села Клевень (Заруцьке) володіла родина Радченків. Частиною дач села Клевень (Заруцьке), що залишилася, володіла сім'я Беків..
12 червня 2020 року, відповідно до розпорядження Кабінету Міністрів України № 723-р «Про визначення адміністративних центрів та затвердження територій територіальних громад Сумської області», село увійшло до складу Глухівської міської громади.
19 липня 2020 року, в результаті адміністративно-територіальної реформи та ліквідації Глухівського району, село увійшло до складу новоутвореного Шосткинського району.

#### Російське вторгнення в Україну (з 2022)
О пів на восьму вечора 3 травня 2022 року росіяни вдруге за день із-за кордону обстріляли територію Глухівської міської громади: було 5 "прильотів" з мінометів по околиці села Заруцьке, -  повідомив голова Сумської ОВА Дмитро Живицький.
7 лютого 2023 року окупанти обстріляли село.
8 серпня 2024 року ворог з території рф скинув 6 КАБів: три - на с. Заруцьке, два - на Привілля та один - на Хотминівку.
9 серпня 2024 року росіяни здійснили декілька авіаударів КАБами по населеним пунктам Глухівської міської громади, загалом 4 вибухи (по Глухівщині - 12 бомб): 2 бомби - по Глухову, ще по одній - по Полошках й Заруцькому . За словами начальника Сумської ОВА Володимира Артюха протягом 9 серпня росіяни на Сумщині вперше використали нові бомби - універсальні міжвидові плануючі боєприпаси, певний гібрид між бомбою та ракетою: "Раніше це були прості КАБи, які планували й завдавали ударів по населених пунктах та об'єктах інфраструктури, зараз з'явилися нові плануючі боєприпаси. Вони такі ж, як і КАБи, але мають двигун. Ця бомба летить значно далі, у два рази, і точніше». Із 24 авіабомб, випущених вдень 9 серпня по території Сумської області нових бомб було – 11.
10 серпня 2024 року село знову зазнало ворожих російських атак. Як повідомили в Оперативному командуванні "Північ" зафіксовано 4 вибухи, ймовірно ствольна артилерія 122 мм.  З РСЗВ було обстріляно с. Привілля (5 вибухів), а з 122 мм ствольної артилерії с. Заруцьке.
16 серпня 2024 року ворожа авіація скинула 4 КАБи на с. Заруцьке (загалом на територію колишньої Глухівщини ворог скинув 15 КАБів - із 21 - по області).
17 серпня 2024 року оперативне командування «Північ» повідомило про обстріли Сумської області. Серед постраждалих населених пунктів село Заруцьке – 1 вибух, ймовірно ФПВ-дрон.
18 серпня 2024 року ворог чотири рази з ФПВ-дронів обстрілював село Заруцьке (8 вибухів).
19 серпня 2024 року із FPV-дронів двічі обстріляли Білокопитове (4 вибухи). В результаті обстрілу було пошкоджено приватний будинок та господарську споруду. Крім того, двічі обстріляли Заруцьке (3 вибухи).
20 серпня 2024 року впродовж дня було зафіксовано три обстріли (4 вибухи) села.
21 серпня 2024 року три обстріли та три вибухи сталося в с. Заруцьке, унаслідок чого було пошкоджено приватний будинок. Ще два обстріли, ймовірно ФПВ-дронами (2 вибухи) ворог здійснив по с. Будівельне та 1 вибух - по с. Білокопитове. Також по Білокопитову ворог здійнив гранатометний обстріл (АГС) (10 вибухів).
23 серпня 2024 року росіяни скинули 1 ФПВ-дрон по с. Заруцьке (1 вибух).

## Населення
У 1859 році у власницькому хуторі налічувалось 20 дворів, мешкало 115 осіб (63 чоловічої статі та 52 — жіночої).
Станом на 1885 рік у колишній власницькій слободі Есманської волості Глухівського повіту Чернігівської губернії, мешкала 71 особа, налічувалось 27 дворових господарств, постоялий двір, 2 водяні млини, крупорушка, завод винокуріння, маслобійня.
З 1917 — у складі УНР, з квітня 1918 — у складі Української Держави Гетьмана Павла Скоропадського. З 1921 тут панує стабільний окупаційний режим комуністів, якому чинили опір місцеві мешканці.
| 1859 | 1885 | 1924 | 1989 | 2001 | 2021 | 2022 |
| ---- | ---- | ---- | ---- | ---- | ---- | ---- |
| 115  | 71   | 327  | 155  | 129  | 82   | 80   |
|      | ▼    | ▲    | ▼    | ▼    | ▼    | ▼    |

### Мова
Розподіл населення за рідною мовою за даними перепису 2001 року:
| Мова       | Кількість | Відсоток |
| ---------- | --------- | -------- |
| українська | 125       | 96.9%    |
| російська  | 4         | 3.1%     |
| Усього     | 129       | 100%     |

## Соціальна сфера та економіка

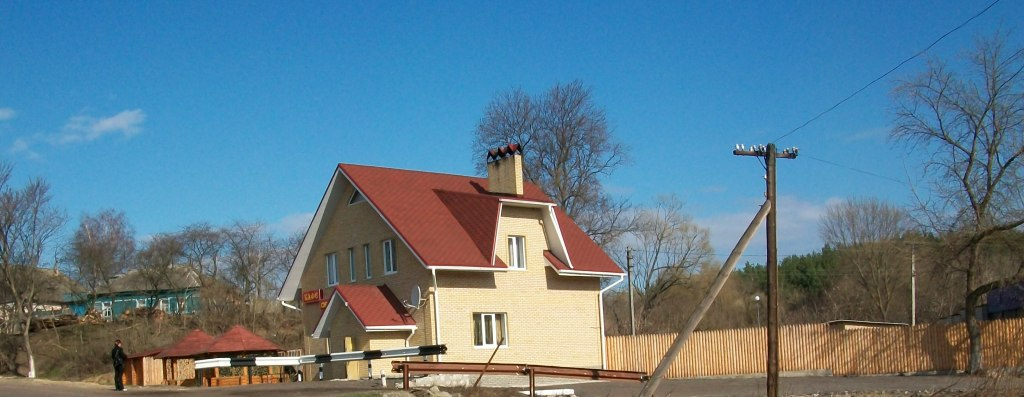
Придорожний бар «Обрій»

У Заруцькому в лісі неподалік від річки Клевень знаходиться районний дитячий табір відпочинку «Сонячний».
У селі неподалік від автошляху розташована крамниця.

## Відомі люди
В селі народився Герой Радянського Союзу — Олійник Михайло Іванович.